# Wereldkampioenschap superbike van Albacete 1999
Het wereldkampioenschap superbike van Albacete 1999 was de vierde ronde van het wereldkampioenschap superbike en de derde ronde van het wereldkampioenschap Supersport 1999. De races werden verreden op 16 mei 1999 op het Circuito de Albacete nabij Albacete, Spanje.

## Superbike

### Race 1
| Pos | Nr  | Rijder                | Constructeur | Rondes | Tijd         | Grid | Punten |
| --- | --- | --------------------- | ------------ | ------ | ------------ | ---- | ------ |
| 1   | 41  | Noriyuki Haga         | Yamaha       | 26     | 40:09.482    | 3    | 25     |
| 2   | 4   | Akira Yanagawa        | Kawasaki     | 26     | +0.498       | 4    | 20     |
| 3   | 1   | Carl Fogarty          | Ducati       | 26     | +6.172       | 1    | 16     |
| 4   | 111 | Aaron Slight          | Honda        | 26     | +13.017      | 7    | 13     |
| 5   | 7   | Pierfrancesco Chili   | Suzuki       | 26     | +13.091      | 5    | 11     |
| 6   | 6   | Gregorio Lavilla      | Kawasaki     | 26     | +13.216      | 6    | 10     |
| 7   | 11  | Troy Corser           | Ducati       | 26     | +31.773      | 8    | 9      |
| 8   | 21  | Katsuaki Fujiwara     | Suzuki       | 26     | +31.798      | 9    | 8      |
| 9   | 22  | Vittoriano Guareschi  | Yamaha       | 26     | +40.100      | 11   | 7      |
| 10  | 9   | Peter Goddard         | Aprilia      | 26     | +40.182      | 13   | 6      |
| 11  | 15  | Igor Jerman           | Kawasaki     | 26     | +42.564      | 10   | 5      |
| 12  | 16  | Andreas Meklau        | Ducati       | 26     | +48.284      | 17   | 4      |
| 13  | 33  | Robert Ulm            | Kawasaki     | 26     | +49.331      | 12   | 3      |
| 14  | 39  | Alessandro Gramigni   | Yamaha       | 26     | +1:17.049    | 14   | 2      |
| 15  | 19  | Lucio Pedercini       | Ducati       | 25     | +1 ronde     | 15   | 1      |
| 16  | 26  | Jean-Pierre Jeandat   | Honda        | 25     | +1 ronde     | 18   |        |
| 17  | 18  | Carlos Macias Perdomo | Ducati       | 24     | +2 ronden    | 22   |        |
| 18  | 24  | Vladimír Karban       | Suzuki       | 24     | +2 ronden    | 21   |        |
| DNF | 38  | Lance Isaacs          | Ducati       | 6      | Ongeluk      | 19   |        |
| DNF | 23  | Jiří Mrkývka          | Ducati       | 4      | Ongeluk      | 20   |        |
| DNF | 5   | Colin Edwards         | Honda        | 2      | Uitgevallen  | 2    |        |
| DNS | 20  | Doriano Romboni       | Ducati       | 0      | Niet gestart | 16   |        |

### Race 2
| Pos | Nr  | Rijder                | Constructeur | Rondes | Tijd         | Grid | Punten |
| --- | --- | --------------------- | ------------ | ------ | ------------ | ---- | ------ |
| 1   | 5   | Colin Edwards         | Honda        | 26     | 40:15.529    | 2    | 25     |
| 2   | 4   | Akira Yanagawa        | Kawasaki     | 26     | +0.115       | 4    | 20     |
| 3   | 1   | Carl Fogarty          | Ducati       | 26     | +0.302       | 1    | 16     |
| 4   | 6   | Gregorio Lavilla      | Kawasaki     | 26     | +7.134       | 6    | 13     |
| 5   | 7   | Pierfrancesco Chili   | Suzuki       | 26     | +7.308       | 5    | 11     |
| 6   | 11  | Troy Corser           | Ducati       | 26     | +13.250      | 8    | 10     |
| 7   | 111 | Aaron Slight          | Honda        | 26     | +15.024      | 7    | 9      |
| 8   | 21  | Katsuaki Fujiwara     | Suzuki       | 26     | +15.203      | 9    | 8      |
| 9   | 22  | Vittoriano Guareschi  | Yamaha       | 26     | +35.329      | 11   | 7      |
| 10  | 9   | Peter Goddard         | Aprilia      | 26     | +37.307      | 13   | 6      |
| 11  | 16  | Andreas Meklau        | Ducati       | 26     | +37.412      | 17   | 5      |
| 12  | 15  | Igor Jerman           | Kawasaki     | 26     | +37.850      | 10   | 4      |
| 13  | 33  | Robert Ulm            | Kawasaki     | 26     | +45.615      | 12   | 3      |
| 14  | 39  | Alessandro Gramigni   | Yamaha       | 26     | +1:13.924    | 14   | 2      |
| 15  | 19  | Lucio Pedercini       | Ducati       | 25     | +1 ronde     | 15   | 1      |
| 16  | 26  | Jean-Pierre Jeandat   | Honda        | 25     | +1 ronde     | 18   |        |
| 17  | 23  | Jiří Mrkývka          | Ducati       | 25     | +1 ronde     | 20   |        |
| 18  | 24  | Vladimír Karban       | Suzuki       | 25     | +1 ronde     | 21   |        |
| 19  | 18  | Carlos Macias Perdomo | Ducati       | 24     | +2 ronden    | 22   |        |
| DNF | 41  | Noriyuki Haga         | Yamaha       | 11     | Uitgevallen  | 3    |        |
| DNS | 20  | Doriano Romboni       | Ducati       | 0      | Niet gestart | 16   |        |
| DNS | 38  | Lance Isaacs          | Ducati       | 0      | Niet gestart | 19   |        |

## Supersport
| Pos | Nr | Rijder                | Constructeur | Rondes | Tijd                | Grid | Punten |
| --- | -- | --------------------- | ------------ | ------ | ------------------- | ---- | ------ |
| 1   | 21 | Jörg Teuchert         | Yamaha       | 26     | 41:59.211           | 2    | 25     |
| 2   | 7  | Piergiorgio Bontempi  | Yamaha       | 26     | +0.488              | 3    | 20     |
| 3   | 17 | Pere Riba             | Honda        | 26     | +3.164              | 6    | 16     |
| 4   | 3  | Stéphane Chambon      | Suzuki       | 26     | +10.142             | 5    | 13     |
| 5   | 1  | Fabrizio Pirovano     | Suzuki       | 26     | +10.686             | 16   | 11     |
| 6   | 22 | Christian Kellner     | Yamaha       | 26     | +10.927             | 8    | 10     |
| 7   | 34 | Yves Briguet          | Suzuki       | 26     | +11.972             | 12   | 9      |
| 8   | 25 | William Costes        | Honda        | 26     | +15.814             | 10   | 8      |
| 9   | 31 | Vittorio Iannuzzo     | Yamaha       | 26     | +20.236             | 17   | 7      |
| 10  | 6  | Cristiano Migliorati  | Suzuki       | 26     | +24.128             | 14   | 6      |
| 11  | 52 | James Toseland        | Honda        | 26     | +25.831             | 18   | 5      |
| 12  | 27 | Roberto Panichi       | Bimota       | 26     | +26.608             | 25   | 4      |
| 13  | 53 | Javier Rodríguez      | Yamaha       | 26     | +26.782             | 13   | 3      |
| 14  | 35 | Christophe Cogan      | Yamaha       | 26     | +28.765             | 20   | 2      |
| 15  | 19 | Walter Tortoroglio    | Suzuki       | 26     | +33.076             | 26   | 1      |
| 16  | 55 | Michele Malatesta     | Ducati       | 26     | +36.886             | 34   |        |
| 17  | 24 | Francesco Monaco      | Ducati       | 26     | +39.959             | 27   |        |
| 18  | 42 | David Checa           | Ducati       | 26     | +42.784             | 24   |        |
| 19  | 56 | Juan Enrique Maturana | Yamaha       | 26     | +48.725             | 28   |        |
| 20  | 58 | Alex Sirera           | Ducati       | 26     | +55.132             | 30   |        |
| 21  | 50 | Dean Thomas           | Yamaha       | 26     | +1:01.037           | 29   |        |
| 22  | 30 | Giuseppe Fiorillo     | Suzuki       | 26     | +1:01.749           | 35   |        |
| 23  | 16 | Sébastien Charpentier | Honda        | 26     | +1:31.017           | 15   |        |
| DNF | 43 | Norino Brignola       | Bimota       | 22     | Ongeluk             | 22   |        |
| DNF | 18 | Camillo Mariottini    | Kawasaki     | 17     | Ongeluk             | 23   |        |
| DNF | 61 | Eduard Ullastres      | Yamaha       | 15     | Uitgevallen         | 19   |        |
| DNF | 8  | Wilco Zeelenberg      | Yamaha       | 13     | Ongeluk             | 7    |        |
| DNF | 23 | Rubén Xaus            | Yamaha       | 13     | Uitgevallen         | 9    |        |
| DNF | 26 | Roberto Teneggi       | Ducati       | 9      | Uitgevallen         | 21   |        |
| DNF | 57 | Fabio Carpani         | Ducati       | 9      | Ongeluk             | 36   |        |
| DNF | 12 | Iain MacPherson       | Kawasaki     | 8      | Uitgevallen         | 1    |        |
| DNF | 69 | Serafino Foti         | Ducati       | 6      | Uitgevallen         | 32   |        |
| DNF | 4  | Paolo Casoli          | Ducati       | 5      | Ongeluk             | 4    |        |
| DNF | 32 | José David de Gea     | Honda        | 3      | Uitgevallen         | 11   |        |
| DNF | 20 | Werner Daemen         | Yamaha       | 1      | Uitgevallen         | 31   |        |
| DNF | 33 | Luca Conforti         | Kawasaki     | 0      | Ongeluk             | 33   |        |
| DNQ | 28 | David Vazquez         | Yamaha       | 0      | Niet gekwalificeerd |      |        |
| DNQ | 48 | Felisberto Teixeira   | Honda        | 0      | Niet gekwalificeerd |      |        |
| DNQ | 46 | Mauro Sanchini        | Ducati       | 0      | Niet gekwalificeerd |      |        |
| DNQ | 29 | Davide Bulega         | Ducati       | 0      | Niet gekwalificeerd |      |        |
| DNQ | 59 | Fernando Cristóbal    | Suzuki       | 0      | Niet gekwalificeerd |      |        |
| DNQ | 44 | Claude-Alain Jäggi    | Honda        | 0      | Niet gekwalificeerd |      |        |

## Tussenstanden na wedstrijd

### Superbike
| Pos | Nr  | Rijder         | Team     | Punten |
| --- | --- | -------------- | -------- | ------ |
| 1   | 1   | Carl Fogarty   | Ducati   | 167    |
| 2   | 11  | Troy Corser    | Ducati   | 131    |
| 3   | 5   | Colin Edwards  | Honda    | 122    |
| 4   | 4   | Akira Yanagawa | Kawasaki | 106    |
| 5   | 111 | Aaron Slight   | Honda    | 104    |

### Supersport
| Pos | Nr | Rijder               | Team     | Punten |
| --- | -- | -------------------- | -------- | ------ |
| 1   | 21 | Jörg Teuchert        | Yamaha   | 54     |
| 2   | 3  | Stéphane Chambon     | Suzuki   | 53     |
| 3   | 12 | Iain MacPherson      | Kawasaki | 41     |
| 4   | 7  | Piergiorgio Bontempi | Yamaha   | 32     |
| 5   | 22 | Christian Kellner    | Yamaha   | 28     |

1992 · 1993 · 1994 · 1995 · 1996 · 1997 · 1998 · 1999